# Karl Kajetan Gaisruck
Karl Kajetan von Gaisruck (ur. 7 sierpnia 1769 w Klagenfurcie, zm. 19 listopada 1846 w Mediolanie) – austriacki duchowny rzymskokatolicki, kardynał. 

## Życiorys
święcenia kapłańskie przyjął w 1800. W latach 1801–1818 biskup tytularny Derbe i biskup pomocniczy Passawy. Od 1818 arcybiskup mediolański. Kreowany kardynałem w 1824. Uczestnik konklawe w 1829 i 1830.